# Димолибдат натрия
Димолибдат натрия — неорганическое соединение,
соль натрия и димолибденовой кислоты
с формулой Na2Mo2O7,
бесцветные кристаллы,
растворяется в воде,
образует кристаллогидрат.

## Получение
- Сплавление стехиометрических количеств карбоната натрия и триоксида молибдена:

{\displaystyle {\mathsf {Na_{2}CO_{3}+2MoO_{3}\ {\xrightarrow {900^{o}C}}\ Na_{2}Mo_{2}O_{7}+CO_{2}\uparrow }}}
- Сплавление стехиометрических количеств молибдата натрия и триоксида молибдена:

{\displaystyle {\mathsf {Na_{2}MoO_{4}+MoO_{3}\ {\xrightarrow {700^{o}C}}\ Na_{2}Mo_{2}O_{7}}}}

## Физические свойства
Димолибдат натрия образует бесцветные кристаллы
ромбической сингонии,
пространственная группа C mca,
параметры ячейки a = 0,7164 нм, b = 1,1837 нм, c = 1,4813 нм, Z = 8
.
Образует кристаллогидрат состава Na2Mo2O7•H2O.
Растворяется в воде.